# Каћево
Каћево је насеље у Србији у општини Пријепоље у Златиборском округу. Према попису из 2022. било је 42 становника.

## Демографија
У насељу Каћево живи 53 пунолетна становника, а просечна старост становништва износи 52,7 година (49,8 код мушкараца и 57,6 код жена). У насељу има 23 домаћинства, а просечан број чланова по домаћинству је 2,39.
Ово насеље је углавном насељено Бошњацима (према попису из 2002. године).
|  |

| Демографија | Демографија | Демографија |
| Година      | Становника  | Становника  |
| ----------- | ----------- | ----------- |
| 1948.       | 519         |             |
| 1953.       | 635         |             |
| 1961.       | 705         |             |
| 1971.       | 681         |             |
| 1981.       | 492         |             |
| 1991.       | 198         | 194         |
| 2002.       | 55          | 65          |

| Етнички састав према попису из 2002.‍ | Етнички састав према попису из 2002.‍ | Етнички састав према попису из 2002.‍ | Етнички састав према попису из 2002.‍ | Етнички састав према попису из 2002.‍ |
| ------------------------------------ | ------------------------------------ | ------------------------------------ | ------------------------------------ | ------------------------------------ |
|                                      |                                      |                                      |                                      |                                      |
| Бошњаци                              | Бошњаци                              |                                      | 45                                   | 81,81%                               |
| Муслимани                            | Муслимани                            |                                      | 7                                    | 12,72%                               |
| Срби                                 | Срби                                 |                                      | 3                                    | 5,45%                                |
| непознато                            | непознато                            |                                      | 0                                    | 0,0%                                 |

| Година пописа     | 1948. | 1953. | 1961. | 1971. | 1981. | 1991. | 2002. |
| ----------------- | ----- | ----- | ----- | ----- | ----- | ----- | ----- |
| Број домаћинстава | 87    | 98    | 114   | 123   | 104   | 54    | 23    |

| Број чланова      | 1 | 2  | 3 | 4 | 5 | 6 | 7 | 8 | 9 | 10 и више | Просек |
| ----------------- | - | -- | - | - | - | - | - | - | - | --------- | ------ |
| Број домаћинстава | 4 | 12 | 4 | 0 | 3 | 0 | 0 | 0 | 0 | 0         | 2,39   |

| Пол    | Укупно | Неожењен/Неудата | Ожењен/Удата | Удовац/Удовица | Разведен/Разведена | Непознато |
| ------ | ------ | ---------------- | ------------ | -------------- | ------------------ | --------- |
| Мушки  | 33     | 12               | 15           | 5              | 1                  | 0         |
| Женски | 21     | 1                | 15           | 5              | 0                  | 0         |
| УКУПНО | 54     | 13               | 30           | 10             | 1                  | 0         |

| Пол    | Укупно                    | Пољопривреда, лов и шумарство | Рибарство                            | Вађење руде и камена | Прерађивачка индустрија       |
| ------ | ------------------------- | ----------------------------- | ------------------------------------ | -------------------- | ----------------------------- |
| Мушки  | 12                        | 8                             | 0                                    | 0                    | 3                             |
| Женски | 5                         | 3                             | 0                                    | 0                    | 1                             |
| УКУПНО | 17                        | 11                            | 0                                    | 0                    | 4                             |
| Пол    | Производња и снабдевање   | Грађевинарство                | Трговина                             | Хотели и ресторани   | Саобраћај, складиштење и везе |
| Мушки  | 0                         | 0                             | 0                                    | 0                    | 0                             |
| Женски | 0                         | 0                             | 0                                    | 0                    | 0                             |
| УКУПНО | 0                         | 0                             | 0                                    | 0                    | 0                             |
| Пол    | Финансијско посредовање   | Некретнине                    | Државна управа и одбрана             | Образовање           | Здравствени и социјални рад   |
| Мушки  | 0                         | 0                             | 1                                    | 0                    | 0                             |
| Женски | 0                         | 0                             | 0                                    | 1                    | 0                             |
| УКУПНО | 0                         | 0                             | 1                                    | 1                    | 0                             |
| Пол    | Остале услужне активности | Приватна домаћинства          | Екстериторијалне организације и тела | Непознато            | Непознато                     |
| Мушки  | 0                         | 0                             | 0                                    | 0                    | 0                             |
| Женски | 0                         | 0                             | 0                                    | 0                    | 0                             |
| УКУПНО | 0                         | 0                             | 0                                    | 0                    | 0                             |